# Henry Cabot Lodge den äldre
Henry Cabot Lodge (den äldre), ibland kallad Henry Cabot Lodge, Sr., född 12 maj 1850 i Boston, Masschusetts, död 9 november 1924 i Cambridge, Massachusetts, var en amerikansk republikansk politiker och historiker.
Lodge avlade 1874 juristexamen vid Harvard Law School. Han doktorerade därefter i historia vid Harvard University. Han var ledamot av USA:s representanthus 1887-1893 och ledamot av USA:s senat från 1893 fram till sin död.
Som ordförande i senatens utrikesutskott 1919-1924 ledde Lodge den framgångsrika kampen mot USA:s inträde i Nationernas förbund. Han var dessutom majoritetsledare i senaten 1920-1924. Lodge förespråkade en restriktiv invandringspolitik; han var den mest kända medlemmen i Immigration Restriction League.
Han var farfar till senatorn för Massachusetts och USA:s FN-ambassadör Henry Cabot Lodge.